# Museo Arqueológico Nacional (Tirana)
El Museo Arqueológico Nacional (en albanés: Muzeu Arkeologjik Kombëtar në Tiranë) es un Museo Arqueológico Nacional en la ciudad de Tirana, en Albania. Afiliado al Instituto de Arqueología de la Academia de Ciencias de Albania, el museo alberga exposiciones de tiempos prehistóricos e históricos hasta la Edad Media. También es responsable de llevar a cabo numerosas expediciones arqueológicas en el país y es la entidad dominante de varios otros museos en el país, como el Museo Arqueológico de Durrës. Cuenta con una biblioteca de unos 7200 volúmenes.